# 로버타 맥스웰
로버타 맥스웰(Roberta Maxwell, 1942년 1월 1일 ~ )은 캐나다의 배우이다.
토론토에서 태어났다.

## 영화
- 킬링 플로어 (2007년)
- 머메이드 체어 (2006년)
- 베스의 인생버스 (2005, Riding the Bus with My Sister)
- 브로크백 마운틴 (2005년) - 잭의 어머니 역
- 그레이시스 초이스 (2004년)
- 라이프 인 어 데이 (1999년)
- 라스트 나잇 (1998년)
- 포스트맨 (1997년) - 이렌느 마치 역
- 미스트라이얼 (1996년)
- 데드 맨 워킹 (1995년)
- 싸이코 3 (1986년)
- 뽀빠이 (1980년) - 나나 오일 역
- 더 체인질링 (1980년)
- 리치 키드 (1979년) - 바바라 역